# How To Love
『How To Love』（ハウ・トゥ・ラブ）は、柏原よしえの1枚目のオリジナル・アルバム。1980年12月10日にフィリップス・レコードより発売された。

## 概要
デビューシングルから3枚目のシングルまでのA・B面曲全てを含むファースト・アルバム。収録曲の半数をシングル曲が占めている。
アルバムの帯コピーは、〝きらめき〟〝かがやき〟〝まぶしさ〟「すきとおった少女」柏原よしえのファースト・アルバム。
1980年12月に初版が発売されて以来長きに亘りCD化はされていなかったが、2005年6月29日に本作を含むオリジナル・アルバムBOX『柏原芳恵25周年記念BOX 〜25TH ANNIVERSARY COMPLETE ALBUM』がリリースされ、漸くCD化が実現された。
2018年8月29日にはオリジナルの収録曲に加え、オリジナル・アルバム未収録曲である4枚目のシングル曲「乙女心何色?」とそのB面曲「チャンスは急に」をボーナストラックとして追加収録し、『How To Love +2』としてユニバーサルミュージックより、紙ジャケット仕様でSHM-CDが発売された。

## 収録曲

### LP

#### SIDE A
1. 春におびえて
作詞：千家和也　作曲：穂口雄右　編曲：飛澤宏元
2. レディ直前
作詞：阿久悠　作曲：網倉一也　編曲：飛澤宏元
  - 3枚目のシングル「㐧二章・くちづけ」B面曲。
3. 毎日がバレンタイン
作詞：阿久悠　作曲：川口真　編曲：木森敏之
  - 2枚目のシングルA面曲。
4. ひだまり
作詞：仲倉重郎　作曲：ショパン[注 1]・羽田健太郎　編曲：羽田健太郎
5. 㐧二章・くちづけ
作詞：阿久悠　作曲：大野克夫　編曲：後藤次利
  - 3枚目のシングルA面曲。
6. 恋 知りそめし
作詞：千家和也　作曲：穂口雄右　編曲：飛澤宏元

#### SIDE B
1. 100％のかなしみ
作詞：阿久悠　作曲：網倉一也　編曲：飛澤宏元
  - 2枚目のシングル「毎日がバレンタイン」B面曲。
2. 何でもない 何でもない
作詞：阿久悠　作曲・編曲：都倉俊一
  - デビュー・シングル「No.1」B面曲。
3. スプリング ハズ カム
作詞・作曲：佐々木勉　編曲：矢野立美
4. No.1
作詞・阿久悠　作曲・編曲：都倉俊一
  - デビュー・シングルA面曲。
5. マイ ファースト ラブ
作詞・作曲：佐々木勉　編曲：矢野立美
6. 素顔のままで…
作詞：東海林良　作曲：川口真　編曲：木森敏之

### How To Love +2（SHM-CD）
1. 春におびえて
2. レディ直前
3. 毎日がバレンタイン
4. ひだまり
5. 㐧二章・くちづけ
6. 恋 知りそめし
7. 100％のかなしみ
8. 何でもない 何でもない
9. スプリング ハズ カム
10. No.1
11. マイ ファースト ラブ
12. 素顔のままで…
[ボーナス・トラック]
(全作詞・作曲：近田春夫　編曲：後藤次利)
13. 乙女心何色?
  - 4枚目のシングルA面曲。
14. チャンスは急に
  - 「乙女心何色?」のB面曲。